# Bill Casey
Pour les articles homonymes, voir Casey.
Bill Casey (né le 19 février 1945 à Amherst, Nouvelle-Écosse) est un homme politique canadien. 

## Biographie
Il fut député à la Chambre des communes du Canada, représentant la circonscription néo-écossaise de Cumberland—Colchester—Musquodoboit Valley.
Il a d'abord représenté le Parti progressiste-conservateur du Canada, puis son successeur le Parti conservateur du Canada, avant d'être expulsé du caucus de ce parti le 5 juin 2007 pour avoir voté contre le budget du gouvernement. Malgré cette expulsion, il a été réélu en tant qu'indépendant aux élections de 2008 par une écrasante majorité. Le 30 avril 2009, il a annoncé sa démission à titre de député.
Le 18 novembre 2014, il annonce qu'il se présente à l'investiture libérale de son ancienne circonscription. Il remporte la course à l'investiture le 28 février 2015,.